# Caritó de Constantinoble
Caritó de Constantinoble o Caritó Eugeniota (en grec medieval Χαρίτων Ευγενειώτης) va ser patriarca de Constantinoble entre els anys 1177 i 1178. Va succeir a Miquel Anquíal.
Abans de ser patriarca havia estat abat del monestir de Sant Jordi al barri de Màngana.